# جيسي مي لي
جيسي مي لي (بالإنجليزية: Jessie Mei Li)‏ هي ممثلة إنجليزية ولدت في 27 أغسطس 1995،ستقوم بأداء دور ألينا ستاركوف في مسلسل ظل وعظم.

## وصلات خارجية
- جيسي مي لي على موقع IMDb (الإنجليزية)
- جيسي مي لي على موقع ميتاكريتيك (الإنجليزية)
- جيسي مي لي على موقع قاعدة بيانات الفيلم (الإنجليزية)
- جيسي مي لي على موقع ليتربوكسد (الإنجليزية)
- جيسي مي لي على موقع كينوبويسك (الروسية)